# Velocidade orbital

Uma órbita geoestacionária, demanda uma altitude de 35 786 km acima do equador e velocidade orbital de 3,07 km/s.

Velocidade orbital é a velocidade de um objeto em um ponto qualquer de sua órbita.

## Definição formal
A velocidade orbital de um corpo, geralmente um planeta, um satélite, seja ele natural ou artificial ou uma estrela múltipla, é a velocidade com a qual ele orbita ao redor do baricentro de um sistema, geralmente ao redor de um corpo de maior massa.
A velocidade orbital em qualquer posição da órbita pode ser calculada a partir da distância do corpo central àquela posição, e a energia orbital específica, que independe da posição: a energia cinética, é a energia total menos a energia potencial.
Para se calcular a velocidade orbital usa-se geralmente a seguinte equação:
{\displaystyle v={\sqrt {2\left({\mu  \over {r}}+{\epsilon }\right)}}}
em que:
- {\displaystyle v\,} é a velocidade orbital que deve ser calculada
- {\displaystyle \mu \,} é o parâmetro gravitacional padrão
- {\displaystyle r\,} é a distância entre o corpo que orbita e o corpo que está sendo orbitado
- {\displaystyle \epsilon \,} é a energia orbital específica

## Trajetórias radiais
No caso de movimento radial:
- Se a energia orbital específica é positiva, a energia cinética do corpo é maior que a sua energia potencial: Nesse caso, a órbita é "aberta", seguindo uma hipérbole com foco no outro corpo. Veja trajetória radial hiperbólica.
- Para o caso de "energia zero", a energia cinética do corpo é exatamente igual à sua energia potencial: Nesse caso, a órbita é uma parábola com foco no outro corpo. Veja trajetória radial parabólica.
- Se a energia orbital específica é negativa, a energia potencial do corpo é maior que a sua energia cinética: Nesse caso, a órbita é "fechada", seguindo uma elipse com um foco no outro corpo. Veja trajetória radial elíptica.

## Outras fórmulas
- Para órbitas de pequena excentricidade:

{\displaystyle v_{o}\approx {2\pi a \over T}},
{\displaystyle v_{o}\approx {\sqrt {\mu  \over a}}}
- Considerando a massa do corpo em órbita

{\displaystyle v_{o}\approx {\sqrt {m_{2}^{2}G \over (m_{1}+m_{2})r}}}
- Quando a massa de um dos corpos é desprezável

{\displaystyle v_{o}\approx {\sqrt {\frac {GM}{r}}}}
ou
{\displaystyle v_{o}\approx {\frac {v_{e}}{\sqrt {2}}}}
- Para um objeto numa órbita excêntrica, com excentricidade {\displaystyle e\,\!}:[3]

{\displaystyle v_{o}={\frac {2\pi a}{T}}\left[1-{\frac {1}{4}}e^{2}-{\frac {3}{64}}e^{4}-{\frac {5}{256}}e^{6}-{\frac {175}{16384}}e^{8}-\dots \right]}

## Órbitas terrestres
| Órbita                                | Distância do centro ao centro | Altitude acima da superfície da Terra | Velocidade orbital                                                                              | Período orbital | Energia orbital específica |
| ------------------------------------- | ----------------------------- | ------------------------------------- | ----------------------------------------------------------------------------------------------- | --------------- | -------------------------- |
| Superfície da Terra (para comparação) | 6 400 km                      | 0 km                                  | 7,89 km/s                                                                                       | 85 min          | -62,6 MJ/kg                |
| Órbita terrestre baixa                | 6 600 a 8 400 km              | 200 a 2 000 km                        | órbita circular: 7,8 a 6,9 km/s respectivamente órbita elíptica: 8,2 a 6,5 km/s respectivamente | 89 a 128 min    | -29,8 MJ/kg                |
| Órbita Molniya                        | 6 900 a 46 300 km             | 500 a 39 900 km                       | 10,0 a 1,5 km/s respectivamente                                                                 | 11 h 58 min     | -4,7 MJ/kg                 |
| Órbita geoestacionária                | 42 000 km                     | 35 786 km                             | 3,1 km/s                                                                                        | 23 h 56 min     | -4,6 MJ/kg                 |
| Órbita da Lua                         | 363 000 a 406 000 km          | 357 000 a 399 000 km                  | 1,08 a 0,97 km/s respectivamente                                                                | 27,3 dias       | -0,5 MJ/kg                 |